# 神風タクシー
神風タクシー（）とは、昭和30年代の日本で交通法規を無視し無謀運転を行っていたタクシーのことである。

## 概要
1950年代（昭和30年代前半）になると、日本はモータリゼーションの進行による交通変化に伴い、道路渋滞も起こり始めた。歩合給を稼ぐために、速度制限無視、急停車、急発進、赤信号無視、強引な追い越しなどを行って、早く客を拾い、あるいは一瞬でも早く目的地に着いて、客回転を上げようと、無謀な運転を行うタクシードライバーが増加した。
この無謀な運転ぶりを「神風特別攻撃隊」になぞらえて、人々は『神風タクシー』と呼んだ。その命名は誰によるものかは不明だが、「週刊新潮」の記事からと考えられている。この無謀運転の主な原因は、運転手の固定給の少なさや、ノルマ制などの労働条件であった。
1958年（昭和33年）1月、東京都文京区本郷の東京大学赤門前の歩道上で、東京大学の学生でサッカー部主将でもあった青年が、暴走する神風タクシーにはねられて即死する事故が発生した。数日後の有力紙は「聞いてくれ『魚勝』の歎きを」と題する記事を掲載し、当時鮮魚店の主人が一瞬にして息子を失った悲しみを訴えたことが、世論の関心を交通安全問題へ向けさせるきっかけにもなっている。社会問題が大きくなると共に、タクシー労働組合などの運動によって、神風タクシーは基本的に無くなった。
1959年（昭和34年）8月11日、優良運転者に個人タクシーが初めて認可された。これも神風タクシーが無くなった要因となった。同年には、1964年（昭和39年）東京オリンピック開催が、第62回国際オリンピック委員会総会で決定されたこともあり、国家規模で日本のイメージアップのため、道路交通法が厳しく運用され、神風タクシーは警察の取締りにより厳しく摘発され、その姿を消した。

## 題材とした作品
- ファンキーハットの快男児 二千万円の腕 - 千葉真一主演による1961年（昭和36年）の日本映画で、神風タクシーの運転手が事件に関わっていたことが、事件解決のキーポイントとなる。
- 巨人の星 - 星飛雄馬がタクシーに乗り目的地へ急ぎたい場面で、急いでほしいと強引に主張する同乗者の京子の妹分と運転手との間にトラブルが発生した時、飛雄馬が一万円紙幣（連載当時の大卒初任給が約2万5千円。2020年現在の価値で言えば7-10万円程度。）をチップとして提示すると、運転手は「一世一代の神風運転やらせてもらいまっせ」と請け合う場面がある。
- 妖魔夜行 - 「魔獣めざめる」収録の「半妖怪のチェイス」に、妖怪「カミカゼタクシー」が登場。客に不快な思いをさせられた運転手の恨みや、儲けることのみを考える運転手の欲望から生まれた妖怪で、悪質な運転手の悪行を体現する。客をいびることが好きだが、客のはっきりした言葉には逆らえず、料金を受け取ると客を解放してしまう。
- クレイジータクシー - タクシードライバーとなり、客を時間内に送り届けるという内容のゲーム。ジャンプやドリフトなどをすればするほどチップが増える。
- パンティ&ストッキングwithガーターベルト - 第2話に登場するゴースト｢クレイジー・クレイジー・キャビー｣は事故死したスピード狂のタクシードライバーが変化したもので、作中ではフリーウェイを暴走し、乗り物を乗り換えながらひたすらスピードを追い求めていた。